# Kolticzejewo
Kolticzejewo (ros. Кольтичеево) – wieś (ros. деревня, trb. dieriewnia) w zachodniej Rosji, w sielsowiecie bierieznikowskim rejonu rylskiego w obwodzie kurskim.

## Geografia
Miejscowość położona jest w pobliżu rzeki Sejm, 2 km od centrum administracyjnego sielsowietu bierieznikowskiego (Bieriezniki), 10,5 km od centrum administracyjnego rejonu (Rylsk), 97,5 km od Kurska.
W granicach miejscowości znajduje się 40 posesji.

## Demografia
W 2010 r. miejscowość zamieszkiwały 32 osoby.